# Arsa (Rumunia)
Arsa – wieś w Rumunii, w okręgu Konstanca, w gminie Albești. W 2011 roku liczyła 678 mieszkańców.